# Plaza Mayor (Madrid)
La Plaza Mayor è una delle piazze principali di Madrid Ed è situata al centro della capitale spagnola. Le sue origini risalgono al XV secolo.

## Storia

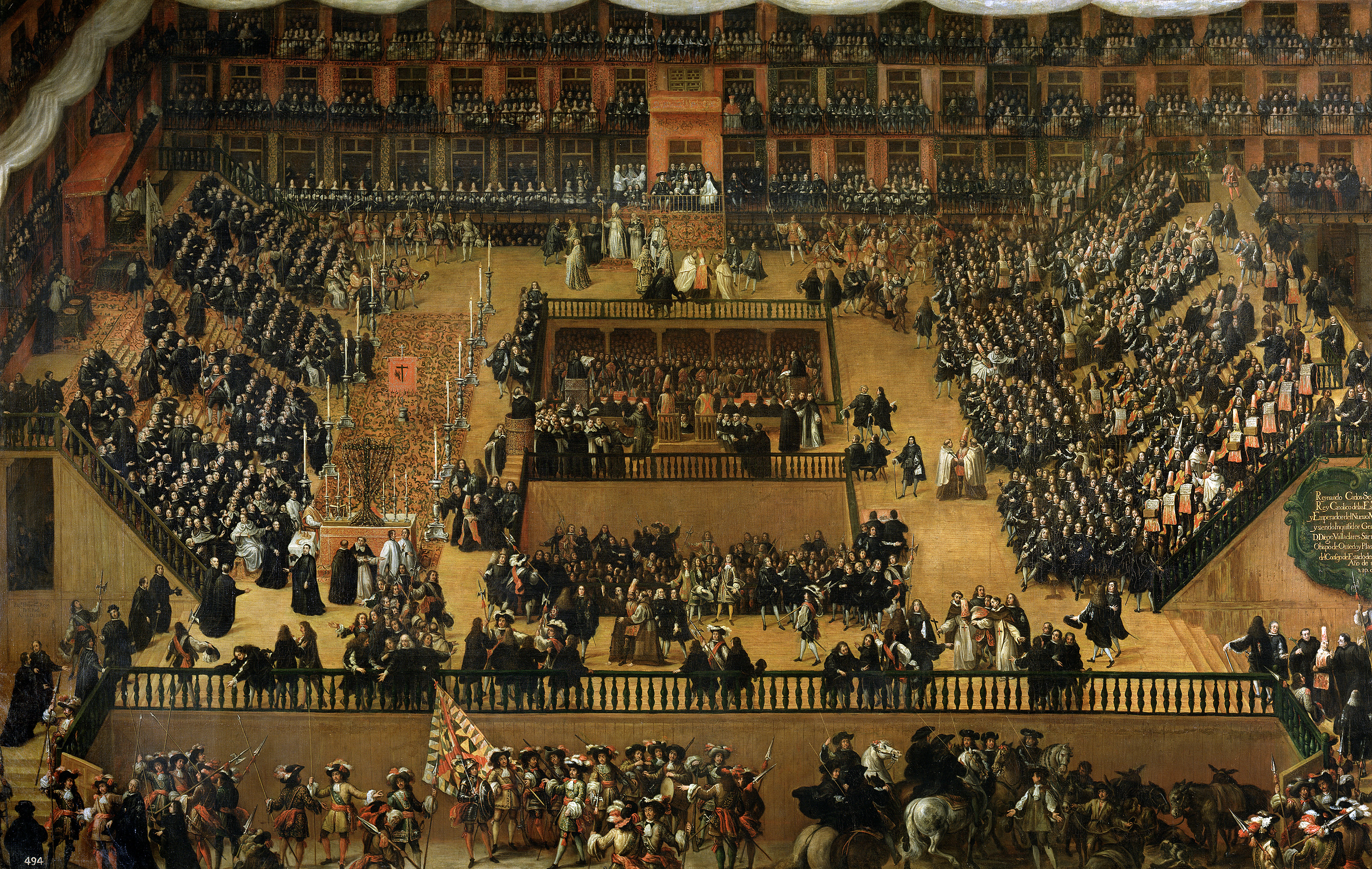
Autodafé, di Francisco Ricci, 1683. Una scena nella Plaza Mayor durante l'Inquisizione spagnola.

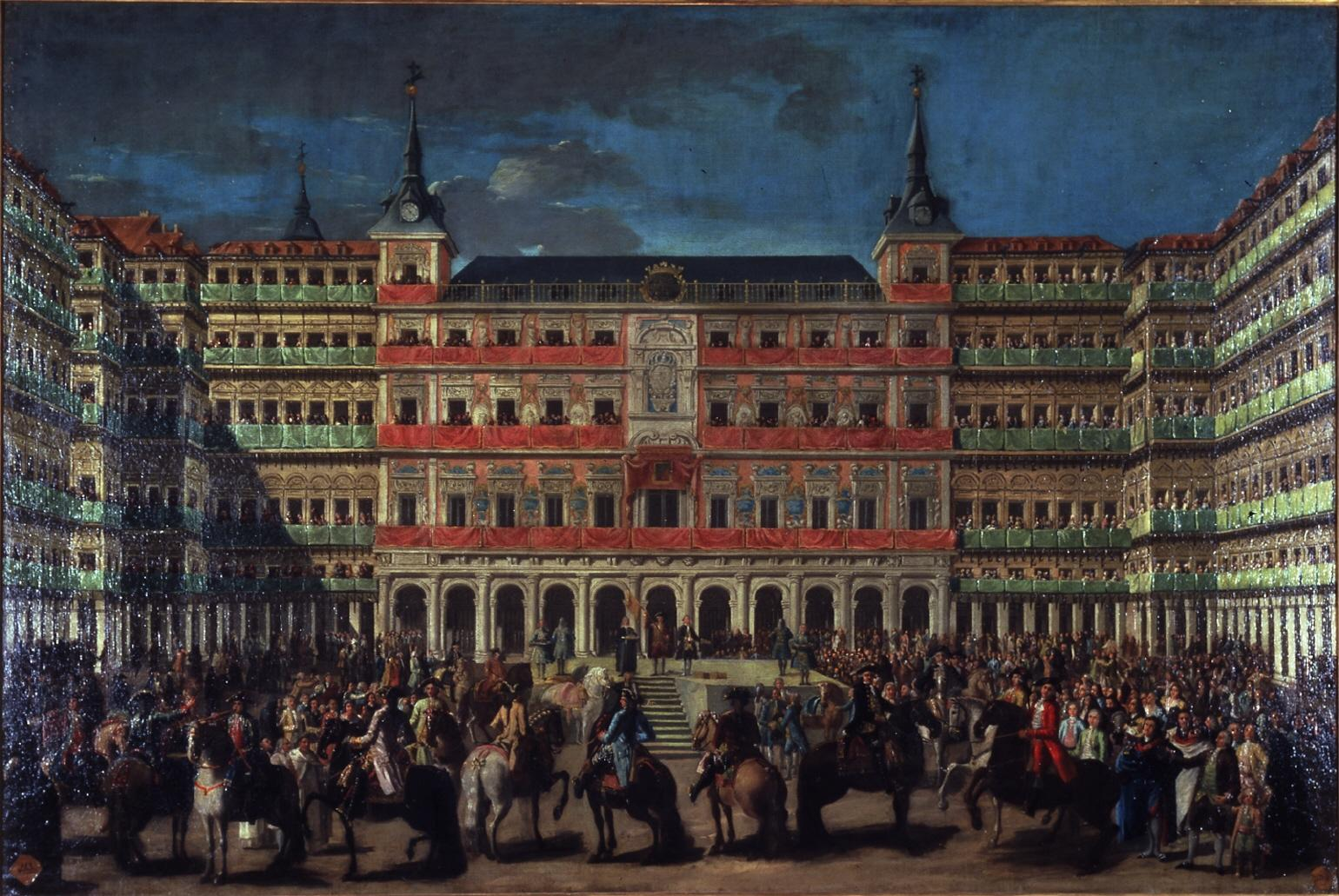
Plaza Mayor in occasione dell'entrata di Carlo III a Madrid, Lorenzo Quirós, 1760.

Le origini della piazza risalgono al XV secolo quando in questo luogo, alla confluenza dei caminos (oggigiorno calles) di Toledo e Atocha e ai confini della città medievale, si celebrava il mercato principale della città. A quel tempo vi era una zona porticata, per regolare il commercio nella piazza, conosciuta come Plaza del Arrabal.
Nel 1580, dopo aver trasferito la corte a Madrid nel 1561, Filippo II diede l'incarico di rimodellare la piazza a Juan de Herrera, e cominciò la demolizione delle casas de manzanas dell'antica piazza quello stesso anno. La costruzione del primo edificio della nuova piazza, la Casa de la Panadería, cominciò nel 1590 ad opera di Diego Sillero. Nel 1617, Filippo III, incaricò la prosecuzione dei lavori a Juan Gómez de Mora, che li avrebbe conclusi nel 1619.

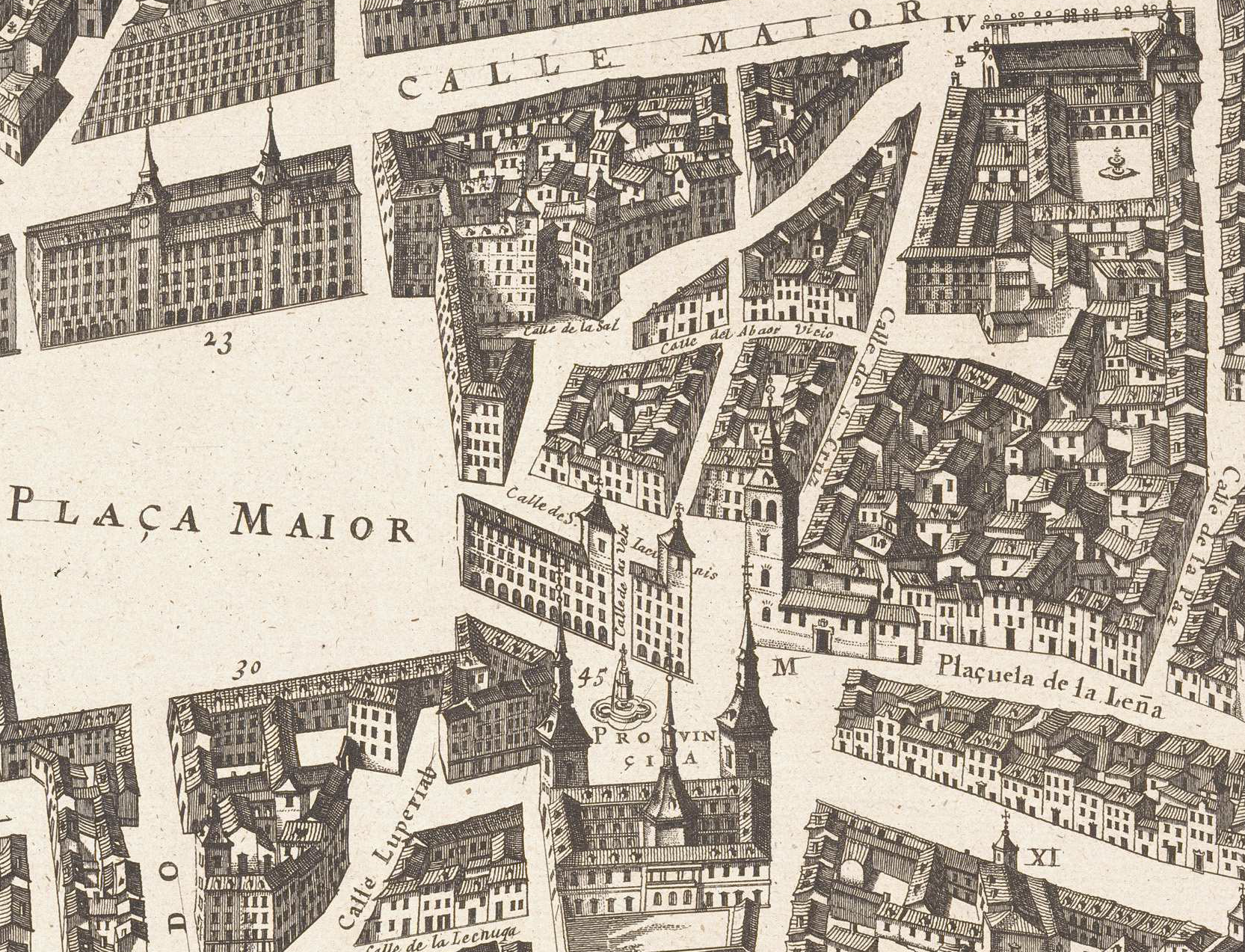
Plaza Mayor e piazze de Provincia y Leña, rappresentate nel plano de Teixeira del 1656.

La Plaza Mayor ha sofferto tre grandi incendi nella sua storia, il primo dei quali nel 1631, e lo stesso Juan Gómez de Mora si incaricò dei lavori di ricostruzione. Il secondo avvenne nel 1670, e questa volta l'incaricato della ricostruzione fu l'architetto Tomás Román. L'ultimo dei tre avvenne nel 1790, con Francesco Sabatini incaricato di dirigerne l'estinzione. L'incaricato della ricostruzione fu in quest'occasione Juan de Villanueva, che abbassò l'altezza del caseggiato che circonda la piazza da cinque a tre piani e chiuse gli angoli ponendo grandi arcate per l'accesso. I lavori di ricostruzione si prolungarono fino al 1854, e li continuarono, dopo la morte di Villanueva, i suoi discepoli Antonio López Aguado e Custodio Moreno.
Nel 1848 venne collocata la statua equestre di Filippo III al centro della piazza, opera del Giambologna e di Pietro Tacca, datata 1616. Nel 1880, si restaurò la Casa de la Panadería, ad opera di Joaquín María de la Vega. Nel 1921 toccò al caserío, lavoro a carico di Oriol. Nel 1935 un altro intervento, portato a termine da Fernando García de Mercadal. E negli anni sessanta si effettuò un restauro generale, che la chiuse al traffico su ruote e dotò la piazza di un parcheggio sotterraneo. L'ultima operazione, portata a termine nel 1992, consistette nella decorazione murale, opera di Carlos Franco, della Casa de la Panadería, che rappresenta personaggi mitologici come la dea Cibele.

### Il nome della piazza
Il nome della piazza è cambiato nel corso della storia, dal primo nome di Plaza del Arrabal passò a chiamarsi Plaza Mayor.
Venne chiamata Plaza del Arrabal quando, al rimanere fuori dalla cerchia delle mura medievali, passò a costituire il centro dei nuovi quartieri creati dall'ampliamento della città verso est durante il regno di Juan II de Castilla, chiamati el Arrabal.
Nel 1812, in ottemperanza al decreto che disponeva che tutte le piazze maggiori di Spagna passassero a chiamarsi Plaza de la Constitución, cambiò di nome, ma sarebbe durato solo al 1814, anno in cui venne ribattezzata Plaza Real. Recuperò il nome di "Plaza de la Constitución" nei periodi dal 1820 al 1823, dal 1833 al 1835 e dal 1840 al 1843.
Nel 1873, cambiò ancora in Plaza de la República, e ancora a Plaza de la Constitución dalla restaurazione di Alfonso XII nel 1876 fino alla Dittatura di Primo de Rivera nel 1923. Dopo la proclamazione della II Repubblica si tornò a cambiare il nome della piazza in Plaza de la Constitución fino alla fine della guerra civile spagnola quando venne recuperato il popolare nome di Plaza Mayor, nome che sarebbe durato fino ai giorni nostri.

## Caratteristiche

### Arco de Cuchilleros

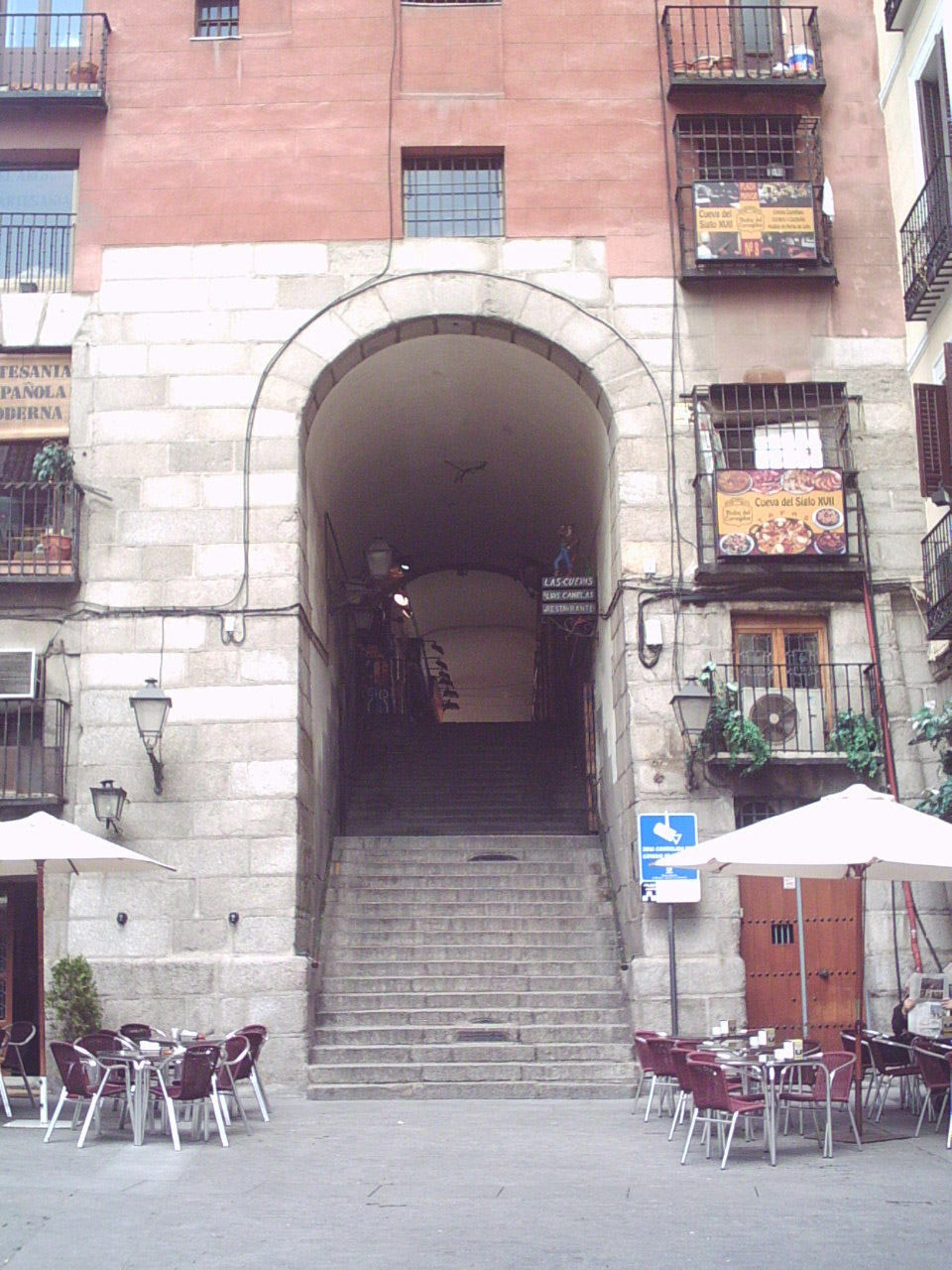
L'Arco de Cuchilleros, il più famoso degli accessi alla piazza

L'Arco de Cuchilleros è la più famosa delle nove porte di accesso alla piazza ed è situato nell'angolo sud-ovest della stessa. La considerevole altezza di quest'arco si deve al grande dislivello che esiste tra la Plaza Mayor e la Cava de San Miguel.
L'arco de Cuchilleros è opera di Juan de Villanueva che, dopo l'incendio del 1790, chiuse completamente la piazza ponendo in essere una serie di arcate per l'accesso.
L'origine del suo nome sta nella calle de Cuchilleros alla quale porta, in cui anticamente si trovavano le officine della corporazione dei coltellieri (cuchilleros), e che somministravano i loro articoli alla corporazione dei macellai, che stavano all'interno della piazza.
Oggi, tanto la Plaza Mayor, come l'arco e calle de Cuchilleros, sono un importante polo turistico della capitale spagnola, dove si trovano numerosi bar e ristoranti tipici. Tra di loro il ristorante Sobrino de Botín, che figura nel Guinness dei primati per essere il ristorante più antico del mondo, essendo stato fondato nel 1725.

### Le quattro facciate
Si tratta di una piazza porticata a pianta rettangolare, di 129 metri di lunghezza per 94 di larghezza, completamente chiusa da edifici di abitazione di tre piani, con 237 balconi che si affacciano sulla piazza. Dispone di nove porte di accesso, delle quali la più conosciuta è quella dell'Arco de Cuchilleros, nell'angolo sudovest della piazza. Al centro del lato nord della piazza si alza la Casa de la Panadería e di fronte ad essa, sul lato sud, la Casa de la Carnicería.
|  |

### Statua di Filippo III

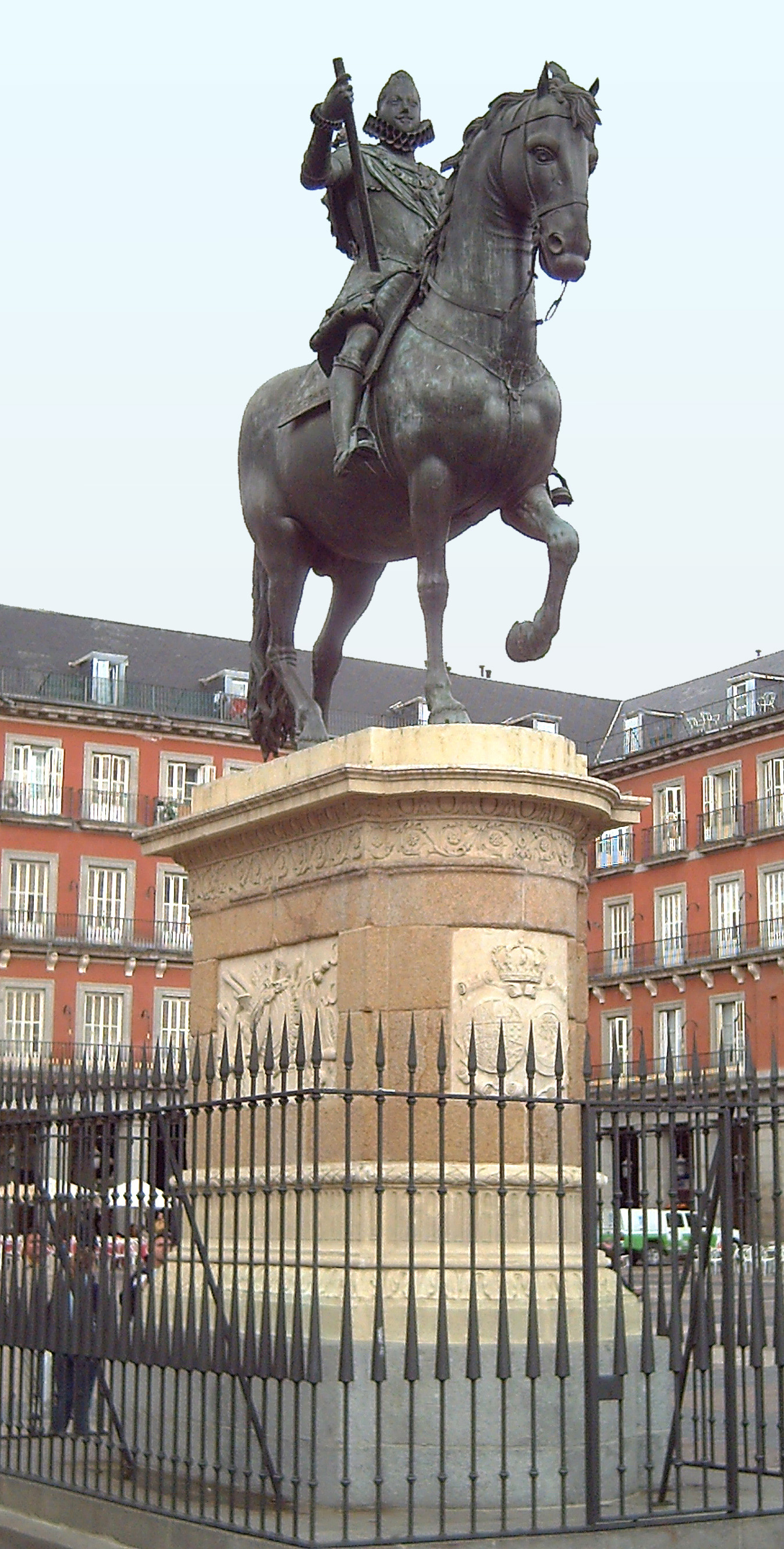
Statua di Filippo III di Spagna, al centro della piazza.

La statua equestre di Felipe III che si trova al centro della piazza fu iniziata dal Giambologna e terminata dal suo discepolo Pietro Tacca nel 1616. Fu regalata al re spagnolo dall'allora Gran Duca di Toscana, ed era situata inizialmente nella Casa de Campo. Nel 1848 la Regina Isabella II ordinò il suo trasferimento nella Plaza Mayor. Attualmente, sul piedistallo della statua, figura quest'iscrizione:

## Usi
La Plaza Mayor si convertì fin dall'inizio, non solo nel principale mercato della città, tanto di alimentari (venduti dai numerosi tablajeros vigilati dal Repeso) come di altri generi (installati sotto i portici erano le principali corporazioni); ma anche nel palcoscenico di numerosi atti pubblici, come corride o autodafé, immortalata dal pittore Francisco Ricci nell'anno 1680, esecuzioni pubbliche; di fronte alla Casa de la Panadería avvenivano le impiccagioni e davanti alla Casa de la Carnicería, se avvenivano tramite coltello o ascia. Nella Plaza Mayor avvenne anche la beatificazione di San Isidro, santo patrono di Madrid.
La Plaza Mayor è attualmente un importante punto turistico, visitato da migliaia di turisti ogni anno. Nei locali commerciali che si trovano lungo i portici vi sono numerosi bar e ristoranti, che occupano parte della piazza con i tavoli. È inoltre uno spazio molto utilizzato per i festival, come i concerti che vengono offerti gratuitamente ai madrileni durante le feste di san Isidro.
Tutti i mesi di dicembre si svolge il tradizionale mercatino natalizio, abitudine che si mantiene dall'anno 1860.